# Hạt Đại diện Tông tòa Savannakhet
Hạt Đại diện Tông tòa Savannakhet (tiếng Lào: ອັກຄະສາວົກແທນຂອງສະຫວັນນະເຂດ; tiếng Latinh: Vicariatus Apostolicus Savannakhetensis) là một Hạt Đại diện Tông tòa của Giáo hội Công giáo Rôma tại trung tâm nước Lào.
Là một Hạt Đại diện Tông tòa, Hạt Đại diện Tông tòa Savannakhet được giao cho một Giám mục hiệu tòa quản lí, đồng thời không thuộc một Giáo tỉnh nào, thay vào đó là chịu sự quản lí trực tiếp của Tòa Thánh thông qua Bộ Truyền giáo.
Hạt Đại diện Tông tòa Savannakhet là Hạt Đại diện Tông tòa lớn nhất tại Lào, bao phủ diện tích 48.100 km² bao gồm các tỉnh Savannakhet, Khammuane và một phần diện tích tỉnh Borikhamxay. Có khoảng 12.500 giáo dân trên dân số 2.7 triệu người của Hạt Đại diện Tông tòa. Trên toàn Hạt Đại diện Tông tòa có 54 giáo xứ và 6 linh mục.

## Lịch sử
Hạt Phủ doãn Tông tòa Thakhek được thành lập vào ngày 21/12/1950, khi Hạt Đại diện Tông tòa Lào được tách ra làm hai. Phần phía tây ở Thái Lan được đổi tên thành Hạt Đại diện Tông tòa Thare, trong khi phần thuộc Lào trở thành Hạt Phủ doãn Tông tòa Thakhek. Ngày 24/2/1958, Hạt  Phủ doãn Tông tòa được nâng cấp thành một Hạt Đại diện Tông tòa. Vào năm 1963, Hạt Đại diện Tông tòa Thakhek được đổi tên thành Hạt Đại diện Tông tòa Savannakhet, mặc dù tòa giám mục vẫn được đặt tại Thakhek ở tỉnh Khammuane. Năm 1967, phần phía nam Hạt Đại diện Tông tòa được tách ra để thành lập Hạt Đại diện Tông tòa Pakse.

## Lãnh đạo

### Phủ doãn Tông tòa Savannakhet
- Jean-Rosière-Eugène Arnaud, M.E.P. (1950-1958)

### Đại diện Tông tòa Savannakhet
- Jean-Rosière-Eugène Arnaud, M.E.P. (1958-1969)
- Pierre-Antonio-Jean Bach, M.E.P. (1971-1975)
- Gioan Baotixita Outhay Thepmany (1975-1997)
- Gioan Sommeng Vorachak (1997-2009)
- Gioan Maria Viannê Prida Inthirath (2010-hiện tại)

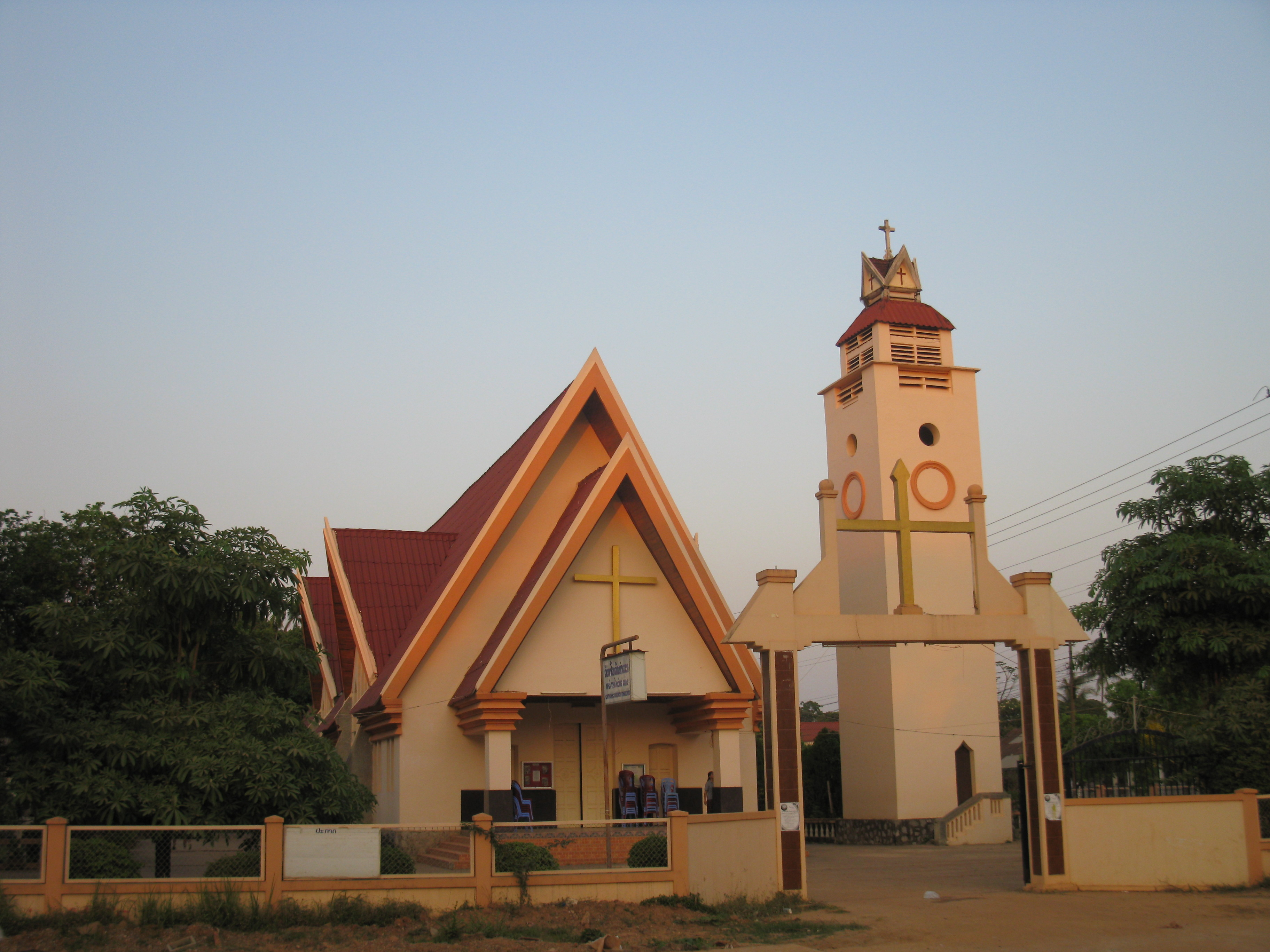
Nhà thờ Công giáo ở Thakhek
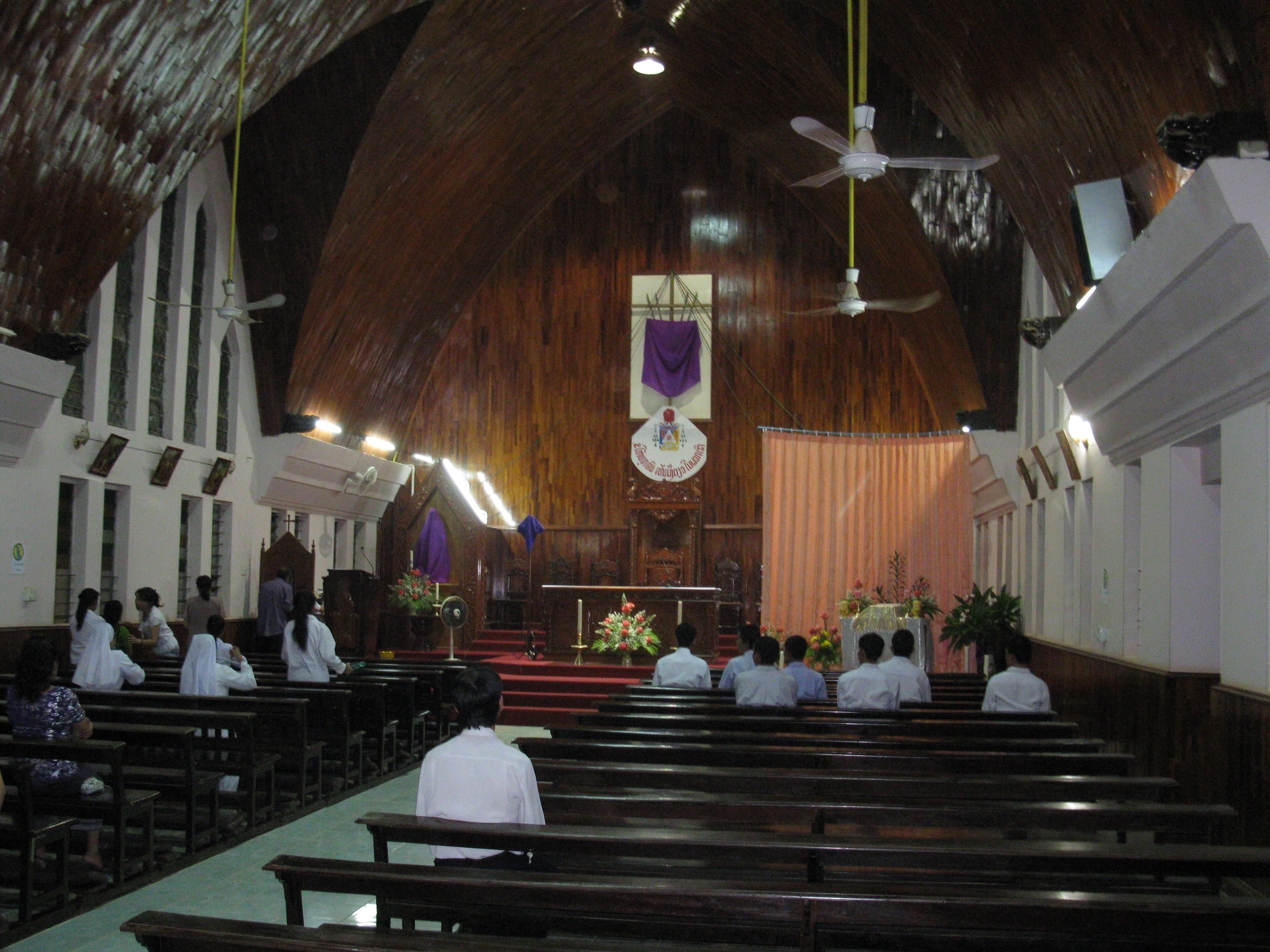
Nhà thờ Công giáo ở Thakhek
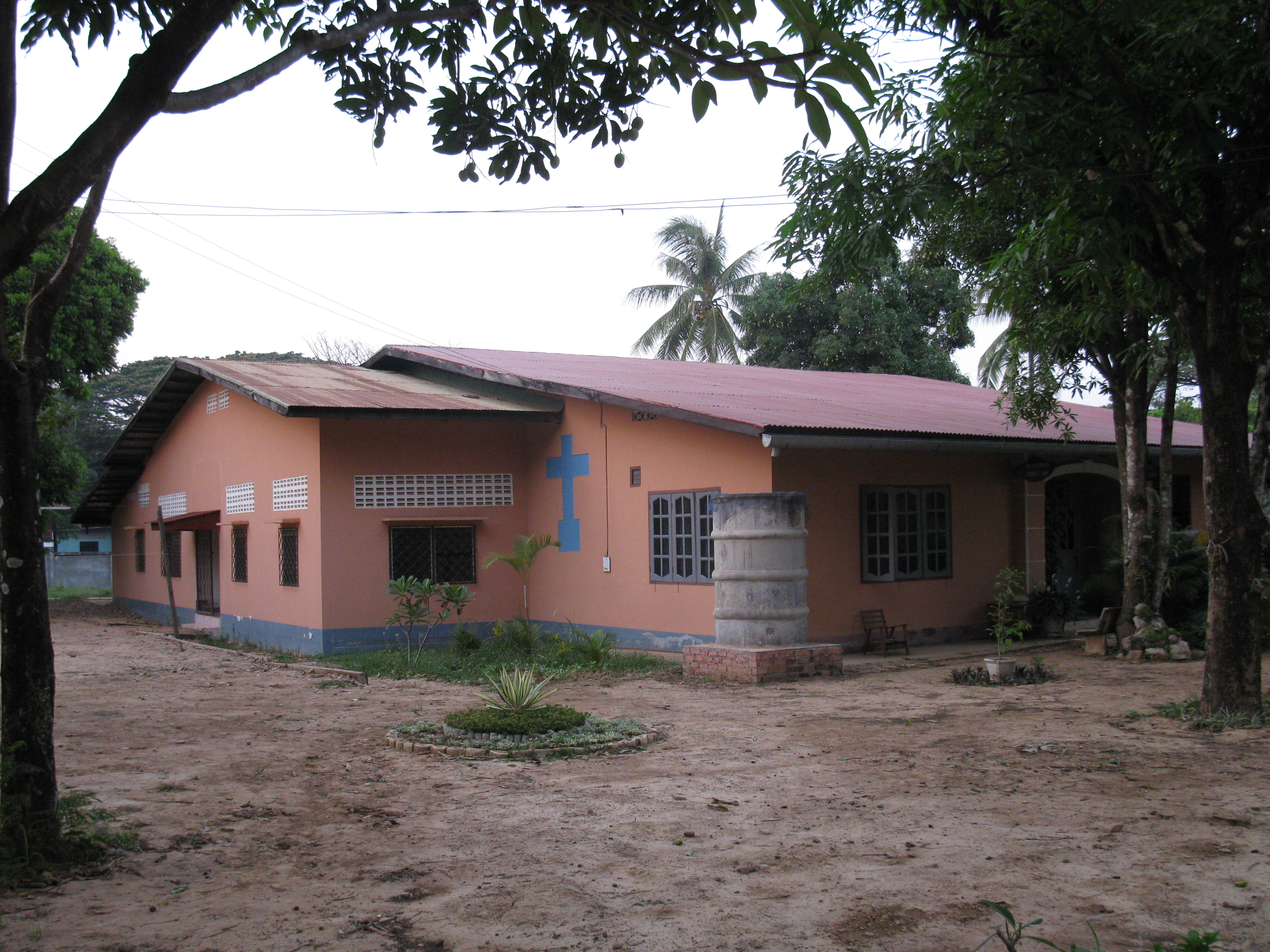
Tiểu chủng viện ở Thakhek
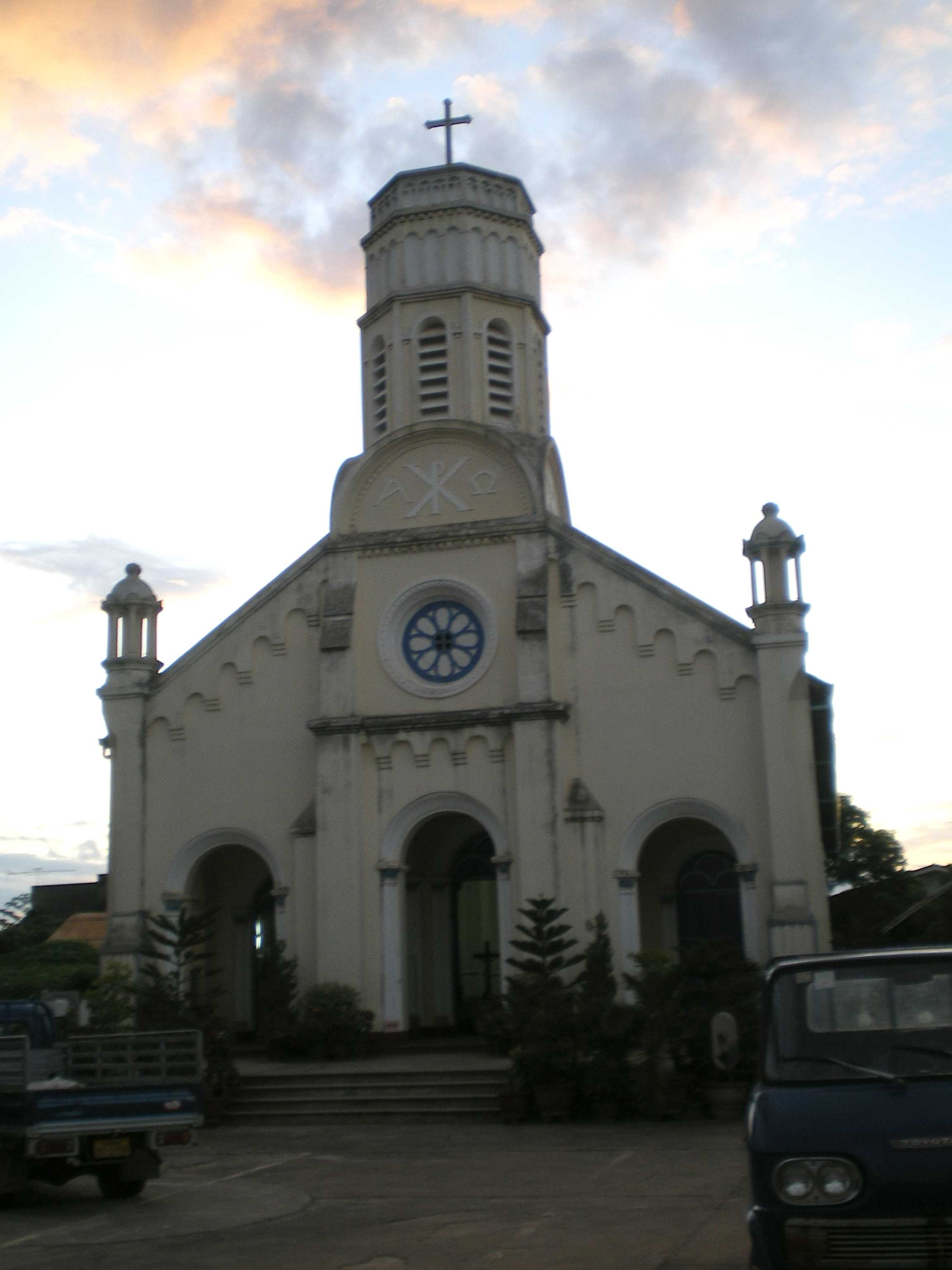
Nhà thờ Công giáo ở Thakhek

## Liện kết ngoài
- Catholic hierarchy [self-published]